# Línea 17 (Buenos Aires)
La línea 17 es una línea de colectivos de Buenos Aires. Une la localidad de Wilde en el Partido de Avellaneda, con el barrio porteño de Recoleta. 
La línea es operada por La Empresa Línea 17 S.A., que también controla el Servicio desde Wilde hacia Recoleta, y pertenece a la empresa Línea 17 S.A.

## Recorrido

### WILDE - RECOLETA
Ida A Wilde: Desde Julio V. Gonzalez Y Eduardo J. Couture Por Julio V. Gonzalez, Eduardo J. Couture, Doctor Carlos Vaz Ferreyra, Avenida Presidente Figueroa Alcorta 2000-2100, Avenida Pueyrredón 2800-2700, Avenida del Libertador 1400-1300, Avenida Alvear 2200-1900, Ayacucho 1900-1700, Guido 1900-1500, Talcahuano 1300-1100,  Avenida Santa Fe 1300-700, Metrobus 9 de Julio hasta Carlos Calvo, Lima, Constitución, Lima Este, General Hornos 100-200, Doctor Enrique Finochietto 1000-900, Avenida Manuel Montes De Oca 100-2000, Rio Cuarto 1700-1900, Cruce Nuevo Puente Pueyrredón, Avenida General Bartolomé Mitre, Maipú, Av. Gral. Belgrano, Gral. Paz, Av. Pte. Bartolomé Mitre, Av. Fabián Onsari (Ex Av. Gral. Cadorna) Hasta Camino General Belgrano.
Regreso A Facultad De Derecho: Desde Av. Fabián Onsari (Ex Av. Gral. Cadorna) y Camino General Belgrano Por Av Fabián Onsari (Ex Av. Gral. Cadorna), Av. Pte. Bartolomé Mitre, Cruce Nuevo Puente Pueyrredón, Avenida Manuel Montes De Oca 1200-1, Bernardo De Irigoyen 1700-1500, Avenida Brasil, Avenida Caseros, Bernardo de Irigoyen, Metrobús 9 de Julio hasta Marcelo T. de Alvear, Carlos Pellegrini, Avenida Santa Fe, Avenida Callao, Avenida Del Libertador 1000-1200, Avenida Presidente Figueroa Alcorta 2000-2300, Julio V. Gonzalez, Donde Estaciona Frente a La Facultad De Derecho

## Lugares de Interés
- Parque Domínico
- Estadio Arsenal
- Estadio Racing Club
- Puente Pueyrredón
- Hospital General de Niños Dr. Pedro Elizalde
- Plaza Constitución
- Obelisco de Buenos Aires
- Teatro Colón
- Teatro Coliseo
- Cementerio de la Recoleta
- Facultad de Derecho